# History sniffing

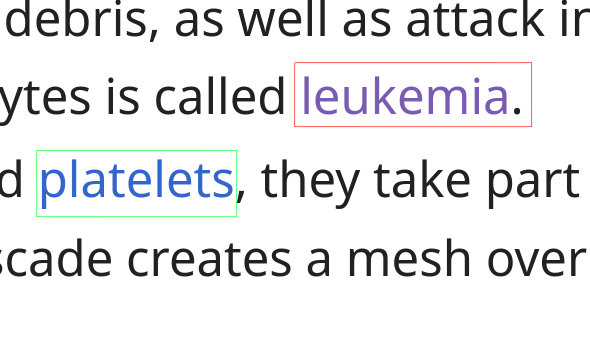
History sniffing is gebaseerd op de verschillende kleuren van een hyperlink

History sniffing is de term die gebruikt wordt voor websites die ongevraagd de surfgeschiedenis in de webbrowser van hun bezoekers bekijken. Dit gebeurt met bepaalde scripts geschreven in JavaScript. Op die manier weten websites welke sites iemand voorheen bezocht heeft. In de meeste browsers, zoals Google Chrome en Safari, werkt de techniek niet omdat die standaard geblokkeerd wordt. Bij Mozilla Firefox en Windows Internet Explorer wordt de techniek niet vanzelf uitgeschakeld maar moet de gebruiker die zelf blokkeren. De surfgeschiedenis verwijderen kan ook voorkomen dat websites history sniffing toepassen.

## Werkwijze
History sniffing is gebaseerd op de verschillende kleuren van een hyperlink. Links van sites die reeds bezocht zijn, worden op een andere manier getoond dan links van sites die nog niet bezocht zijn. Standaard zijn de gebruikte kleuren paars voor bekeken sites en blauw voor nog niet bekeken sites.
In JavaScript wordt een speciaal script toegevoegd. Dat script gaat dan kijken welke kleur bepaalde URL's in de webbrowser hebben en vergelijkt die met een enorme lijst van websitelinks en hun standaardkleur wanneer ze nog niet bezocht zijn. Als de kleuren niet overeenkomen, wil dit zeggen dat die bepaalde website reeds bezocht werd.
Het verschil met webanalysehulpmiddelen is dat webanalyse nagaat wat bezoekers doen op een site en hoe ze op die site zijn terechtgekomen.
Bedrijven gebruiken deze techniek onder andere om na te gaan of hun bezoekers ook de website van hun concurrentie reeds bezocht hebben. Ze kunnen daar dan op inspelen door bijvoorbeeld een betere promotie te geven dan hun concurrenten en zo de bezoekers op hun website te houden.